# 라거슈테테
라거슈테테(Lagerstätte, 복수형 Lagerstätten)란, 양 혹은 질의 측면에서 방대한 양의 고생물학적 정보를 얻을 수 있는 암석체를 의미한다. 화석이 많이, 혹은 잘 나오는 화석 산지가 곧 라거슈테테이다. 산출되는 화석들의 양상에 따라, 농집 라거슈테테(Konzentrat-Lagerstätte)와 보존 라거슈테테(Konservat-Lagerstätte)로 분류할 수 있다.

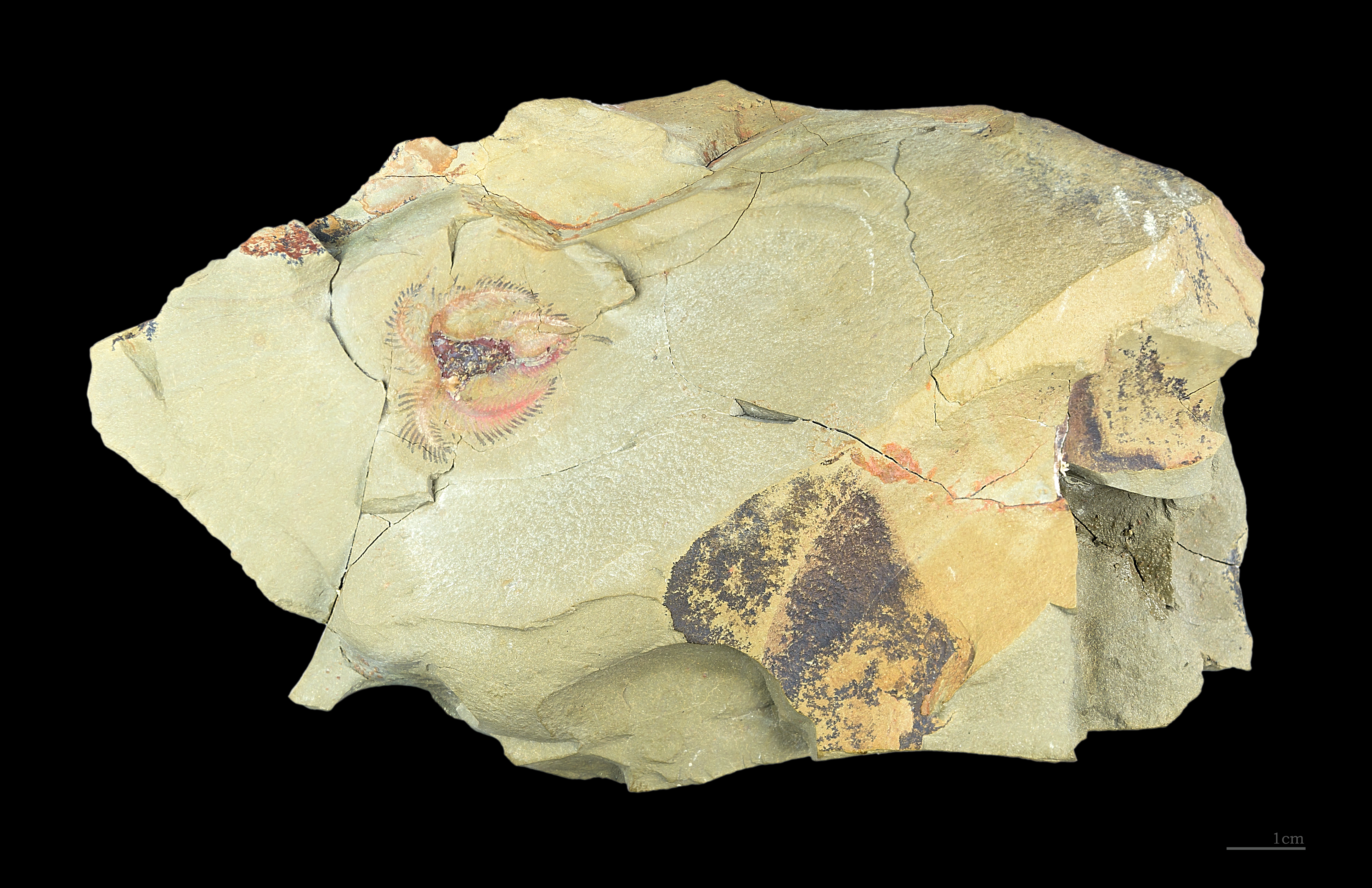
모로코의 보존 라거슈테테 Fezouata Formation에서 산출된 절지동물 "Furca" mauritanica의 화석

라거슈테테는 독일 출신 고생물학자 아돌프 자일라허(Adolf Seilacher)가 제창한 개념이다. 자일라허는 화석 라거슈테테(영어 Fossil Lagerstätte, 독일어 Fossil-Lagerstätte)라고 불렀는데, 이는 라거슈테테가 본래 독일어로 안식처, 침대, 혹은 지질학에서는 광상을 뜻하기 때문이다. 그는 광물이 풍부하게 나오는 광상처럼, 화석이 양적 혹은 질적으로 풍부하게 나오는 지층을 '화석 광상'이라는 뜻을 담아 화석 라거슈테테라 칭하였다. 자일라허는 농집 라거슈테테와 보존 라거슈테테에 각각 concentration deposit와 conservation deposit이라는 영어 명칭을 만들었으나, 지금도 이용하는 사람은 적다. 현재는 영어로 할 때에도 독일어 그대로 Lagerstätte라 칭하고, 독일어 문법을 따라 첫 글자인 L은 항상 대문자로 표기한다.
어떤 화석 산지가 라거슈테테이고 어떤 화석 산지가 라거슈테테가 아닌지에는 명확한 기준이 없어, 어느정도 상대적인 개념이라고 할 수 있다.

## 종류
크게 두가지로 나눌 수 있다.
1. 농집 라거슈테테(Konzentrat-lagerstätte): 수많은 뼈나 껍데기와 같은 유기질 경질부들이 한 곳으로 뭉쳐진 것이다. 수많은 뼈가 매몰된 뼈층이나, 패각이 응집되어 형성된 패각암 등이 있다[3]. 농집 라거슈테테의 화석은 보존률이 좋지 않더라도, 양이 많기 때문에 한 종의 성장이나 생태계의 구성 등에 대해 알 수 있는 것이 많다.
2. 보존 라거슈테테(Konservat-Lagerstätte): 시체의 부패가 불완전하여, 키틴 등 유기물질이 남거나 뼈가 죽었을 때의 자세 그대로 가지런히 놓여있는 등 원래의 모습이 잘 보존된 것이다. 살이나 내장과 같은 연조직의 흔적이 퇴적물에 찍힌 흔적이나 광물로 치환된 형태로 남기도 한다.

라거슈테테는 대체로 체화석(body fossil) 산출 양상만을 토대로 판단된다. 자일라허의 정의에서는 체화석 위주로 서술되어 있었고, 생흔화석은 언급되지 않았다. 그러나 그는 라거슈테테의 분류가 확대되는 것에 대해 부정적으로 생각하지 않았고, 2007년의 저서에서는 생흔화석 라거슈테테의 존재를 지나가듯이 언급한 적이 있다. 21세기의 학자들은 산출되는 생흔화석을 바탕으로 지층을 라거슈테테라 칭하기도 한다. Hunt 등(2005)은 미국 앨래배마주의 Union Chapel Mine 생흔화석지를 라거슈테테라 칭하였고, 김경수 등(2018)은 대한민국의 진주층을 라거슈테테라 칭하였다.

## 화석의 특수한 보존(보존 라거슈테테에서)
위에서 서술되었듯 보존 라거슈테테는 생물의 유해가 조각나고 흩어져서 발견되는 일반적인 화석 산지와는 다르게, 비교적 원래의 모습과 가깝게 산출된다. 보존 라거슈테테는 일반적이지 않은 과정으로 퇴적되었기 때문이다. 생물이 죽어 사체가 되면, 일반적인 환경에서는 미생물과 같은 청소부 생물이 사체를 먹어 부패되고, 부패되지 않은 유해도 물살이나 폭풍 등에 의해 흩어지고 부서진다. 반면에 보존 라거슈테테는, 대개 부패나 유해의 이동 등 화석화를 방해하는 요인이 억제된 환경에서 만들어진다.
자일라허는, 1985년 논문에서 보존 라거슈테테의 퇴적 양상을 크게 세 종류로 나누었다. 첫째는 저탁류나 폭풍 등으로 인해 생물들이 급격히 매몰된 경우, 둘째는 산소가 적은 환경에서 느리게 퇴적된 경우, 그리고 나머지 하나는 미생물의 막(film)이 퇴적물을 교결시키고 부패를 늦추는 경우이다. 이 분류는 대략적이라서, 모든 보존 라거슈테테가 이 세 개의 분류에 딱 떨어진다고 생각하면 안된다. 자일라허는 세 가지의 퇴적 양상이 모두 다 작용한 예시로 졸른호픈 석회암층(Solnhofen Plattenkalk)을 들었고, 또한 세 개의 분류와는 동떨어진 예외도 많이 있다고 논문에 적었다.
이후 피터 앨리슨(Peter A. Allison)은 화석을 치환시킨 광물에 따라 보존 라거슈테테를 나누기도 하였다. 그는 환경의 염도, 유기물 함량, 매몰 속도에 따라 생성되는 광물의 종류가 달라진다는 사실을 이용하였다.
라거슈테테라는 개념이 정의된 이래 여러 가지 다양한 보존 양상이 알려졌다. 이 중 특이한 것들을 일부 나열한 목록이 아래에 있다.
- 버지스셰일형(Burgess Shale-type preservation): 캄브리아기에 아주 흔하고, 그 이후에는 드문 보존 양상이다. 생물의 유해가 분해되지 않고, 얇은 케로겐의 막이 되어 보존된다. 퇴적된 후, 물과 닿는 면에 생긴 탄산염 자생광물이 산소와 미생물의 유입을 막아서 부패가 되지 않았다고 생각된다.
- 오슈텐형(Orsten-type preservation): 미세한 절지동물의 큐티클층이 인산염이나 규산염으로 치환되어, 원래의 입체적인 모습이 잘 남아있다. 석회암에 퇴적된 것들은 산을 이용해 석회를 녹여 그 안의 미세한 화석만을 따로 떼어낸다.
- 에디아카라형(Ediacara-type preservation): 에디아카라기 시대에 흔하던 끈적한 미생물 막에 생물의 유해가 도장처럼 찍혀 그 모습이 화석으로 남는다.

## 라거슈테테의 사례

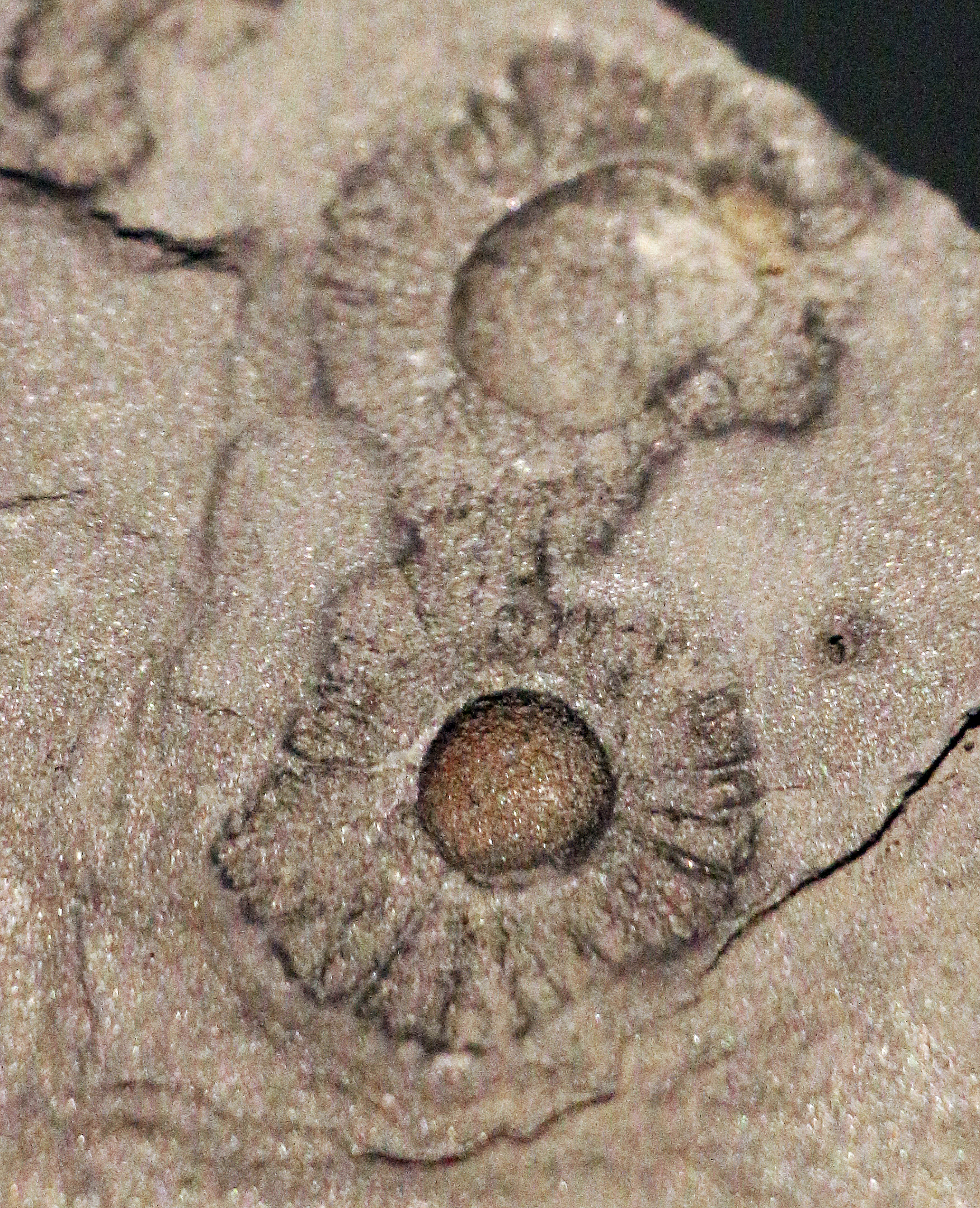
Francevillian B Formation의 화석

### 선캄브리아 시대
- Francevillian B Formation (고원생대, 가봉): 천천히 퇴적된 흑색 셰일에서 황철석으로 치환된 정체불명의 거화석(macrofossil)이 산출된다. 생물과는 관계없이 자연적으로 형성된 퇴적 구조물과는 다른 것으로 보인다[7]. 이것이 화석이 맞다면 어쩌면 다세포생물의 가장 오래된 기록일 수도 있다.
- 비터 스프링스(Bitter Springs) (신원생대, 호주)
- 도우샨투오층 (Doushantuo Formation) (에디아카라기, 중국)
- 에디아카라 언덕(Ediacara Hills) (에디아카라기, 호주)

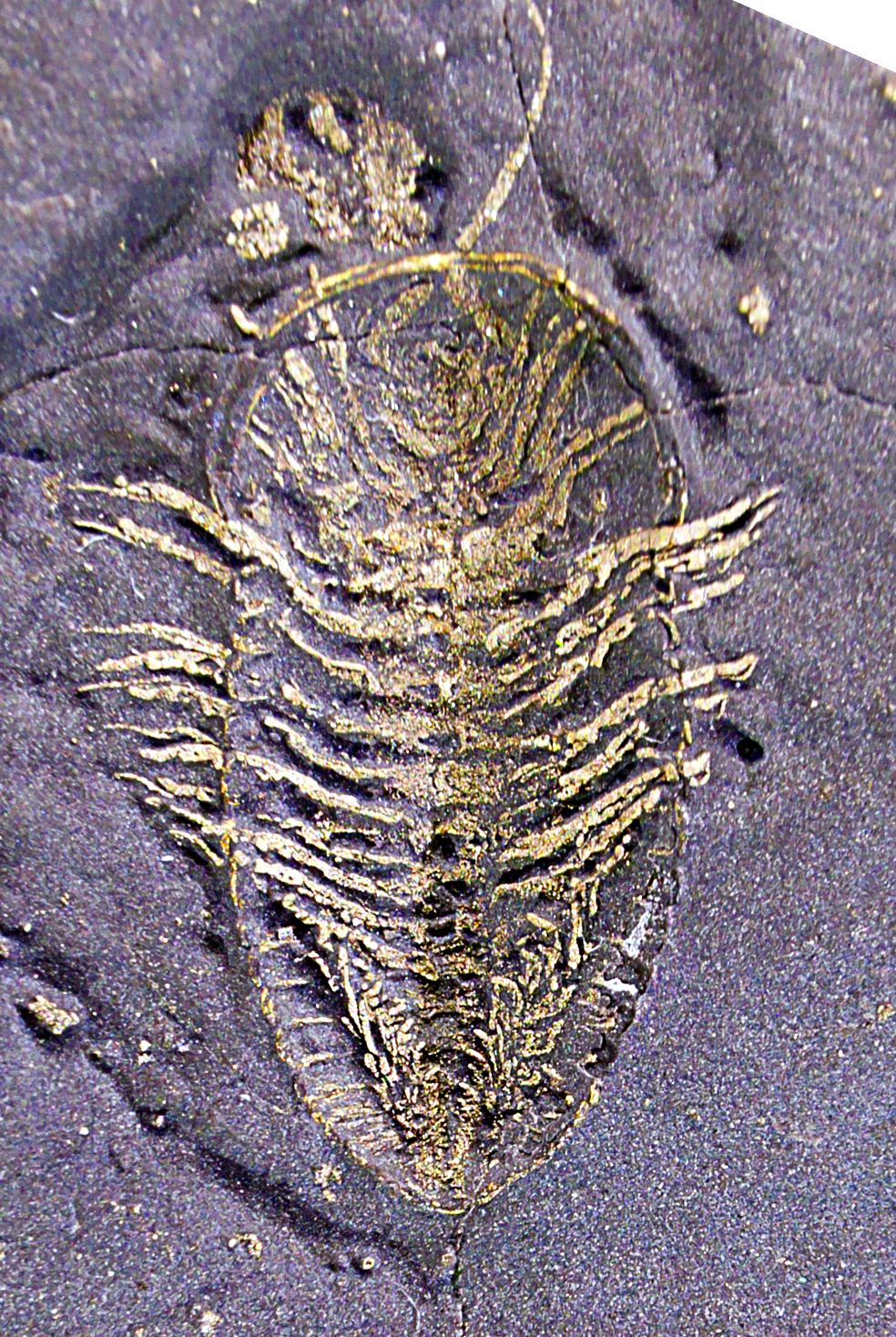
Beecher's Trilobite Bed의 삼엽충 트리아르트루스 화석

### 고생대
- 버지스 셰일(Burgess Shale) (캄브리아기, 캐나다): 버지스셰일형 보존의 가장 대표적인 예시이다. 셰일층 중에서도 월컷 채석장(Walcott Quarry)와 마블 캐니언 채석장(Marble Canyon Quarry)가 수려한 화석으로 유명하다. 캄브리아기 폭발의 생명체가 산출되며, 아노말로카리스, 삼엽충, 할루키게니아 등이 대표적이다.
- 마오톈샨 셰일(Maotianshan Shale) (캄브리아기, 중국): 버지스셰일형 보존의 또 다른 사례로, 버지스 셰일보다 오래된 지층이다. 버지스 못지않은 수려한 화석이 발견되며, 초기 척삭동물의 화석이 유명하다.
- 시리우스 파셋(Sirius Passet) (캄브리아기, 그린란드)
- 페조우아타층(Fezouata Formation) (오르도비스기, 모로코): 오르도비스기의 버지스셰일형 보존 라거슈테테이다. Storm wave base 위에서 퇴적된 산지와, 아래에서 퇴적된 산지가 있다. 캄브리아기의 끝에 멸종했다고 생각되었던 동물들이, 오르도비스기 이후로 번성한 생물들(필석 등)과 같이 발견된다[8].
- Beecher's Trilobite Bed (오르도비스기, 미국)
- Brown Clee Hill (데본기, 영국)
- 라이니 처트(Rhynie Chert) 및 윈디필드 처트(Windyfield Chert) (데본기, 영국): 700m 정도 떨어진 두 개의 동일 시대 화석 산지이다. 화산지대에서 규산질이 함유된 뜨거운 물이 분출하여 생물들이 순식간에 규화되어 보존되었다. 원시적인 관다발식물이 많이 발견되는데, 리니아(Rhynia)라는 종류가 대표적이다. 그 사이에 살던 톡토기, 선충, 협각류 등 초기 육상동물도 발견된다.
- 메이즌 크릭(Mazon Creek) (석탄기, 미국)
- 코망트히 셰일(Commentry Shale) (석탄기, 프랑스)18미터가 넘는 포시도니아 셰일의 세이로크리누스 군집 화석

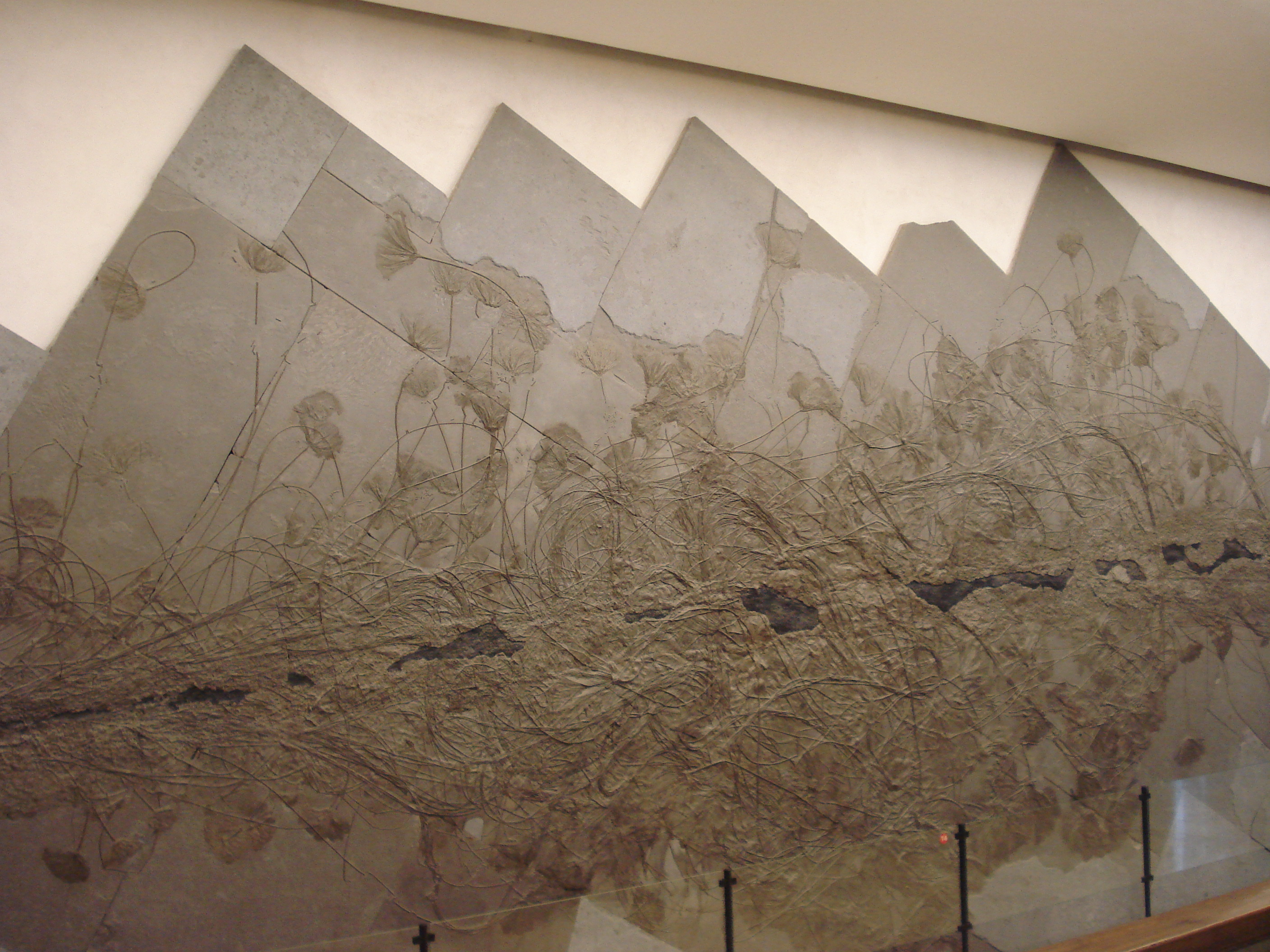
18미터가 넘는 포시도니아 셰일의 세이로크리누스 군집 화석

### 중생대
- 관링층(Guanling Formation) (트라이아스기, 중국)
- 몰테노층(Molteno Formation) (트라이아스기, 남아프리카 공화국)
- 포시도니아 셰일(Posidonia Shale) (쥐라기, 독일): 해저의 저산소 환경에서 쌓인 흑색 셰일이다. 거의 완벽하게 보존된 벨렘나이트와 어룡 화석, 그리고 18m짜리 통나무에 다닥다닥 붙은 바다나리 세이로크리누스(Seirocrinus) 군집 화석이 유명하다.
- 라-불트-슈흐-혼느(La Voulte-sur-Rhône) (쥐라기, 프랑스): 심해 열수공 주변에서 퇴적되었다고 생각되는 화석 산지이다[9]. 탄산염 광물인 능철석으로 된 공 모양의 단괴 속에 화석이 나온다. 원시 문어, 갑각류, 환형동물 화석이 발견된다.
- 졸른호펜 석회암층(Solnhofen Plattenkalk) (쥐라기, 독일)
- 진주층 (백악기, 대한민국): 호수에서 퇴적된 지층으로, 산출 화석은 무척추동물의 체화석 및 척추동물의 생흔화석이 대표적이다.
- 크라투층(Crato Formation) (백악기, 브라질)

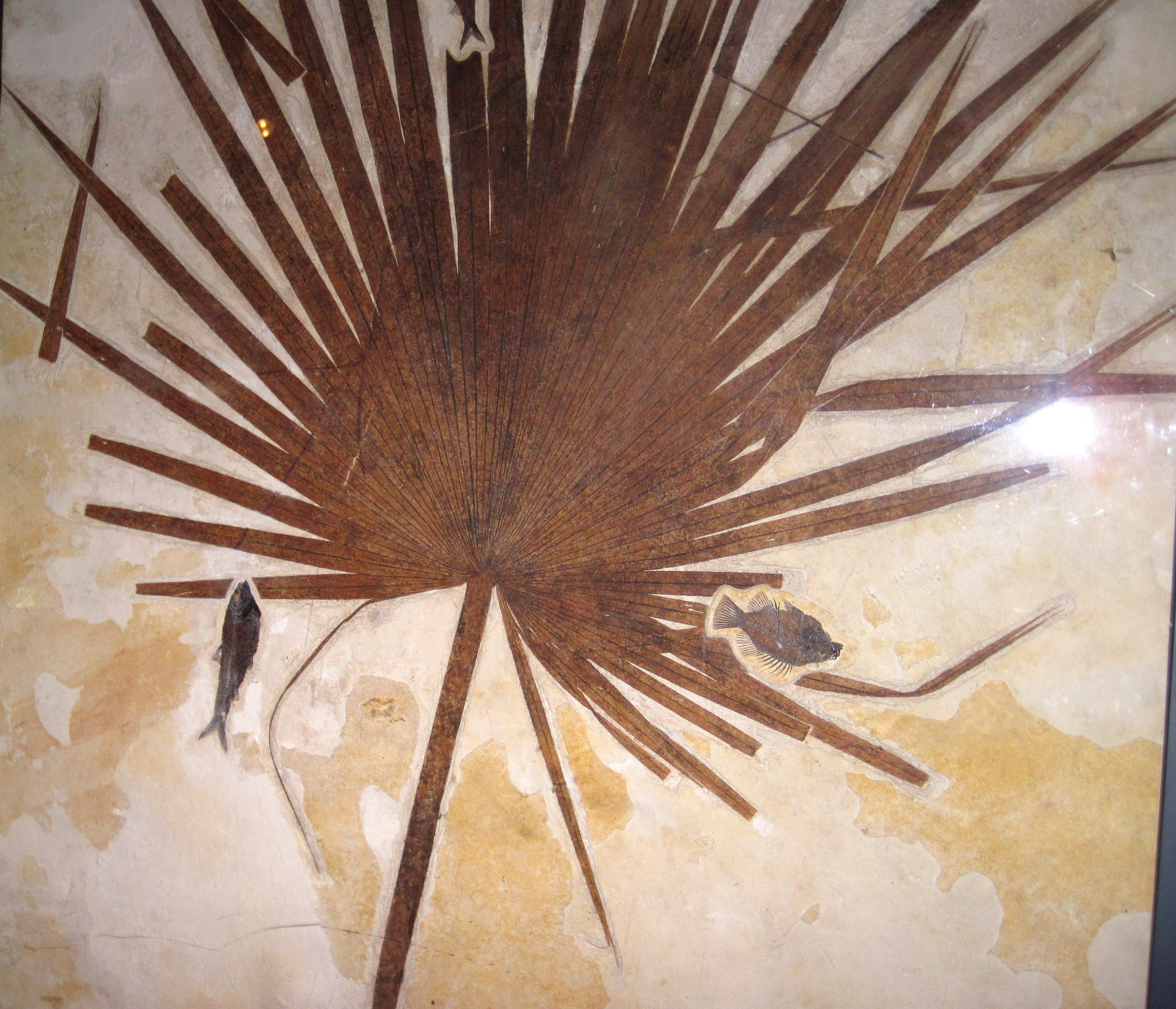
그린리버층의 야자수 잎 화석

### 신생대
- 그린리버층(Green River Formation) (고제3기, 미국)
- 라구나 델 훈코(Laguna del Hunco) (고제3기, 아르헨티나)
- 도미니카 호박(Dominican Amber) (고제3기~신제3기, 도미니카 공화국)
- Ashfall Fossil Beds (신제3기, 미국)
- 랜초 라 브레아(Rancho La Brea) (제4기, 미국)

## 참고 문헌
1. 1 2 3 4  Itano, Wayne (2019년 2월 1일). “ON THE DEFINITION OF "LAGERSTÄTTE": GOING BACK TO THE SOURCE” 37: 16–18.
2. 1 2 3 4 5  Seilacher, A.; Reif, W.-E.; Westphal, F.; Riding, R.; Clarkson, E. N. K.; Whittington, H. B. (1985). “Sedimentological, Ecological and Temporal Patterns of Fossil Lagerstatten [and Discussion]”. 《Philosophical Transactions of the Royal Society of London. Series B, Biological Sciences》 311 (1148): 5–24. ISSN 0080-4622.
3. ↑  Nudds, John; Selden, Paul (2008). “Fossil–Lagerstätten”. 《Geology Today》 (영어) 24 (4): 153–158. doi:10.1111/j.1365-2451.2008.00679.x. ISSN 1365-2451.
4. ↑  Hunt, Adrian; Lucas, Spencer; Pyenson, Nicholas (2005년 1월 1일). “The significance of the Union Chapel Mine Site: A Lower Pennsylvanian (Westphalian A) ichnological Konzentratlagerstätte, Alabama, USA”.
5. ↑  Kim, Kyung Soo; Lim, Jong Deock; Lockley, Martin G.; Xing, Lida; Kim, Dong Hee; Piñuela, Laura; Romilio, Anthony; Yoo, Jae Sang; Kim, Jin Ho (2018년 11월 15일). “Smallest known raptor tracks suggest microraptorine activity in lakeshore setting”. 《Scientific Reports》 (영어) 8 (1): 16908. doi:10.1038/s41598-018-35289-4. ISSN 2045-2322.
6. ↑  Allison, Peter A. (1988). “Konservat-Lagerstatten: Cause and Classification”. 《Paleobiology》 14 (4): 331–344. ISSN 0094-8373.
7. ↑  El Albani, Abderrazak; Bengtson, Stefan; Canfield, Donald E.; Riboulleau, Armelle; Rollion Bard, Claire; Macchiarelli, Roberto; Ngombi Pemba, Lauriss; Hammarlund, Emma; Meunier, Alain (2014년 6월 25일). “The 2.1 Ga Old Francevillian Biota: Biogenicity, Taphonomy and Biodiversity”. 《PLoS ONE》 9 (6): e99438. doi:10.1371/journal.pone.0099438. ISSN 1932-6203. PMC 4070892. PMID 24963687.
8. ↑  Roy, Peter Van; Briggs, Derek E. G.; Gaines, Robert R. (2015년 9월 1일). “The Fezouata fossils of Morocco; an extraordinary record of marine life in the Early Ordovician”. 《Journal of the Geological Society》 (영어) 172 (5): 541–549. doi:10.1144/jgs2015-017. ISSN 0016-7649.
9. ↑  Charbonnier, Sylvain; Audo, Denis; Caze, Bruno; Biot, Vincent (2014년 7월 1일). “The La Voulte-sur-Rhône Lagerstätte (Middle Jurassic, France)”. 《Comptes Rendus Palevol》. Lagerstätten français et fossiles à conservation exceptionnelle (영어) 13 (5): 369–381. doi:10.1016/j.crpv.2014.03.001. ISSN 1631-0683.